# Szerápisz

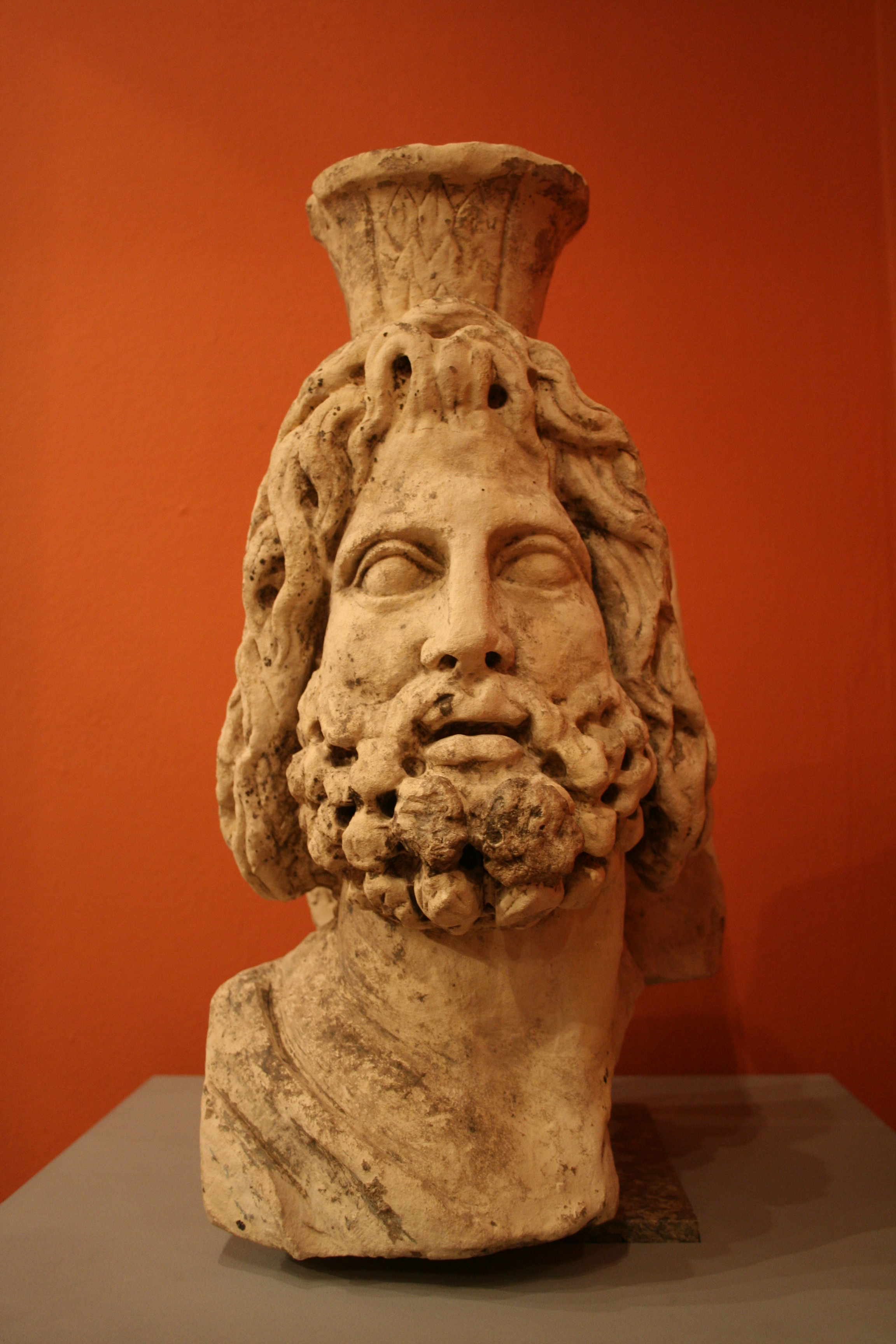
Szerápisz szobor fejtöredéke

Szerápisz vagy Szarápisz (latinul: Serapis) mesterségesen kialakított istenalak a hellénisztikus Egyiptomban, aki Ozirisz, Ápisz, Zeusz és Hadész tulajdonságait egyesíti magában. Neve Ozirisz és Ápisz görögös összevonása. Görög ruhát viselő szakállas férfiként ábrázolták, fején Nílus-mérővel (modius) és az Alvilág uraként, valamint gyógyító istenként tisztelték. Tiszteletét I. Ptolemaiosz Szótér vezette be (i. e. 305-283) azzal a szándékkal, hogy összekapcsolja az egyiptomi és görög vallásokat. Kultusza nagyon népszerű volt a római korban is. Egyiptomban fő kultuszhelye az alexandriai Szerapeum volt, de szentélyei megtalálhatóak voltak szerte a Római Birodalomban. 